# Fortunato da Brescia

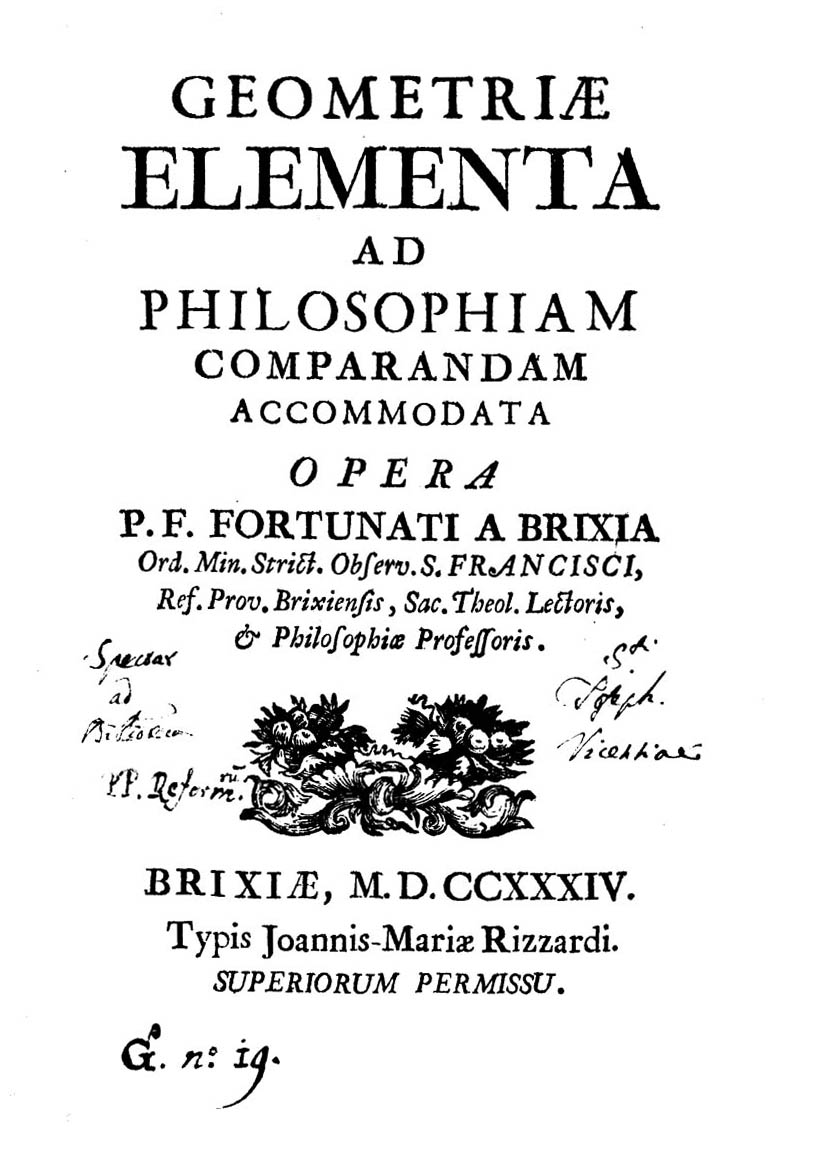
Geometriae elementa ad philosophiam comparandam accommodata, 1734

Fortunato da Brescia, al secolo Girolamo Ferrari (Brescia, 1º dicembre 1701 – Madrid, 11 maggio 1754), è stato un matematico e anatomista italiano minore francescano.

## Biografia
Nacque a Brescia e ricevette l'abito religioso nel 1718. Filosofo e teologo, Fortunato fu anche noto per i suoi studi nel campo delle scienze naturali. Fu segretario generale del suo ordine e godette di grande favore presso la corte borbonica di Spagna, dove si stabilì nel 1753. Morì a Madrid l'11 maggio 1754. La sua prima opera, Geometriae elementa ad philosophiam comparandam accomodata, fu pubblicata nel 1734, anno in cui gli venne affidata la lettura di matematica presso l'Accademia degli Erranti. La successione delle opere maggiori di Fortunato palesa chiaramente l'evoluzione della sua cultura scientifica connotata ben oltre l'originaria formazione scolastica da elementi derivanti dal corpuscolarismo gassendiano e dalla fisica cartesiana e newtoniana, sino all'anatomia postmalpighiana. Nella sua Philosophia sensuum mechanica ad usus academicos accomodata egli infatti dedica ampio spazio anche all'analisi degli organismi tanto che Agostino Gemelli, ritenendo di trovare nell'opera una esatta distinzione tra tessuti e organi, lo designò come precursore della morfologia comparata.

## Opere
- (LA) Geometriae elementa ad philosophiam comparandam accommodata, Brescia, Giammaria Rizzardi, 1734.
- (LA) Philosophia sensuum mechanica, vol. 1, Brescia, Giammaria Rizzardi, 1745.
- (LA) Philosophia sensuum mechanica, vol. 2, Brescia, Giammaria Rizzardi, 1746.
- (LA) Philosophia sensuum mechanica, vol. 3, Brescia, Giammaria Rizzardi, 1747.
- (LA) Philosophia sensuum mechanica, vol. 4, Brescia, Giammaria Rizzardi, 1747.
- (LA) De qualitatibus corporum sensibilibus dissertatio physico-theologica, Brescia, Giammaria Rizzardi, 1749.